# Kup Maršala Tita 1969-1970
La Kup Maršala Tita 1969-1970 fu la 23ª edizione della Coppa di Jugoslavia. 2610 squadre parteciparono alle qualificazioni (estate ed autunno 1969), 16 furono quelle che raggiunsero la coppa vera e propria, che si disputò dal 28 febbraio al 27 maggio 1970.
Il detentore era la Dinamo Zagabria, che in questa edizione uscì in semifinale.
Il trofeo fu vinto dalla Stella Rossa che sconfisse in finale l'Olimpia Lubiana. Per i biancorossi fu l'ottavo titolo in questa competizione.

Avendo la Stella Rossa vinto anche il campionato, la finalista sconfitta Olimpia ottenne l'accesso alla Coppa delle Coppe 1970-1971.
Da questa stagione è stata modificata la regola sulla sede della finale: se entrambe le finaliste saranno di fuori Belgrado, essa sarà disputata in partita unica nella capitale. Se una finalista sarà belgradese, la finale sarà ad andata e ritorno con la seconda partita da disputare nella capitale.

## Qualificazioni
```
Queste due partite disputate dal 
Orijent
:
[
6
]

Orijent - Crikvenica                6-1
Orijent - Avijatičar Pula           6-1
```

### Sedicesimi di finale
| Squadra 1                       | Risultato             | Squadra 2           |                                                                        |
| ------------------------------- | --------------------- | ------------------- | ---------------------------------------------------------------------- |
| (3) Slaven Koprivnica           | 1 – 2                 | Hajduk Spalato (1)  | hajduk.hr                                                              |
| (3) Neretva Metković            | 1 – 6                 | Dinamo Zagabria (1) | gnkdinamo.hr Archiviato l'8 settembre 2021 in Internet Archive.        |
| (?) Guarnigione JNA di Kraljevo | 2 – 3                 | Partizan (1)        | partizanopedia.rs                                                      |
| (1) Radnički Kragujevac         | 2 – 2 (dts) (?-? dtr) | Vojvodina (1)       | fkvojvodina.com                                                        |
| (1) Olimpia Lubiana             | 1 – 0                 | Maribor (1)         | nkmaribor.com                                                          |
| (3) Mačva Šabac                 | 0 – 1                 | Stella Rossa (1)    | redstarbelgrade.rs Archiviato il 6 settembre 2021 in Internet Archive. |
| (2) Orijent                     | 2 – 1                 | Rijeka (2)          | Neka bude Orijent ; 1919.-2019.                                        |

## Ottavi di finale
| Squadra 1              | Risultato             | Squadra 2           |
| ---------------------- | --------------------- | ------------------- |
| (1) Stella Rossa       | 1 – 0                 | Željezničar (1)     |
| (1) OFK Belgrado       | 2 – 0                 | Rudar Kakanj (2)    |
| (1) Olimpia Lubiana    | 3 – 0                 | Buducnost Peć (2)   |
| (2) Orijent            | 0 – 1                 | Dinamo Zagabria (1) |
| (2) Osijek             | 1 – 3                 | Vojvodina (1)       |
| (2) Proleter Zrenjanin | 0 – 0 (dts) (4-3 dtr) | Partizan (1)        |
| (1) Radnički Niš       | 1 – 0                 | Sutjeska (2)        |
| (1) Vardar             | 1 – 1 (dts) (3-4 dtr) | Hajduk Spalato (1)  |

## Quarti di finale
| Squadra 1           | Risultato   | Squadra 2              |
| ------------------- | ----------- | ---------------------- |
| (1) Dinamo Zagabria | 1 – 0       | Hajduk Spalato (1)     |
| (1) OFK Belgrado    | 0 – 1       | Stella Rossa (1)       |
| (1) Radnički Niš    | 2 – 0       | Proleter Zrenjanin (2) |
| (1) Vojvodina       | 0 – 2 (dts) | Olimpia Lubiana (1)    |

## Semifinali
| Squadra 1           | Risultato | Squadra 2           |
| ------------------- | --------- | ------------------- |
| (1) Stella Rossa    | 2 – 0     | Radnički Niš (1)    |
| (1) Olimpia Lubiana | 3 – 1     | Dinamo Zagabria (1) |

## Finale
| Squadra 1           | Totale | Squadra 2        | Andata     | Ritorno     |
| ------------------- | ------ | ---------------- | ---------- | ----------- |
|                     |        |                  | 19.05.1970 | 27.05.1970  |
| (1) Olimpia Lubiana | 2 – 3  | Stella Rossa (1) | 2 – 2      | 0 – 1 (dts) |

### Andata
| Arbitro: | G. Popov (Titov Veles) |

|                         |           |                              |
| Ameršek 23’ Bečejac 88’ | Marcatori | 18’ Lazarević 63’ Mihajlović |

| Olimpia | Stella Rossa |

|                 |  |                  |          |
|                 |  |                  |          |
|                 |  | Zlatko Škorić    |          |
|                 |  | Velimir Sombolac |          |
|                 |  | Atanas Djorlev   |          |
|                 |  | Hrvoje Jukić     |          |
|                 |  | Miloš Šoškić     |          |
|                 |  | Dragan Gugleta   |          |
|                 |  | Danilo Popivoda  |          |
|                 |  | Radoslav Bečejac |          |
|                 |  | Ivan Pejović     | Uscita   |
|                 |  | Vili Ameršek     |          |
|                 |  | Branko Oblak     |          |
| A disposizione: |  |                  |          |
|                 |  | Zlatko Klampfer  | Ingresso |
| Allenatore:     |  |                  |          |
| Nedeljko Gugolj |  |                  |          |

|                 |  |                   |  |
|                 |  |                   |  |
|                 |  | Ratomir Dujković  |  |
|                 |  | Milovan Đorić     |  |
|                 |  | Sava Karapandžić  |  |
|                 |  | Miroslav Pavlović |  |
|                 |  | Kiril Dojčinovski |  |
|                 |  | Branko Klenkovski |  |
|                 |  | Zoran Antonijević |  |
|                 |  | Stanislav Karasi  |  |
|                 |  | Vojin Lazarević   |  |
|                 |  | Trifun Mihajlović |  |
|                 |  | Dragan Džajić     |  |
| Allenatore:     |  |                   |  |
| Miljan Miljanić |  |                   |  |

### Ritorno
| Arbitro: | Milivoje Gugulović (Niš) |

|             |           |  |
| Džajić 118’ | Marcatori |  |

| Stella Rossa | Olimpia |

|                 |  |                   |  |
|                 |  |                   |  |
|                 |  | Ratomir Dujković  |  |
|                 |  | Milovan Đorić     |  |
|                 |  | Sava Karapandžić  |  |
|                 |  | Miroslav Pavlović |  |
|                 |  | Kiril Dojčinovski |  |
|                 |  | Branko Klenkovski |  |
|                 |  | Zoran Antonijević |  |
|                 |  | Stanislav Karasi  |  |
|                 |  | Vojin Lazarević   |  |
|                 |  | Trifun Mihajlović |  |
|                 |  | Dragan Džajić     |  |
| Allenatore:     |  |                   |  |
| Miljan Miljanić |  |                   |  |

|                 |  |                  |  |
|                 |  |                  |  |
|                 |  | Zlatko Škorić    |  |
|                 |  | Dragan Rogić     |  |
|                 |  | Atanas Djorlev   |  |
|                 |  | Dimitrije Srbu   |  |
|                 |  | Miloš Šoškić     |  |
|                 |  | Zlatko Klampfer  |  |
|                 |  | Danilo Popivoda  |  |
|                 |  | Dragan Gugleta   |  |
|                 |  | Radoslav Bečejac |  |
|                 |  | Vili Ameršek     |  |
|                 |  | Branko Oblak     |  |
| Allenatore:     |  |                  |  |
| Nedeljko Gugolj |  |                  |  |